# Jesper Salén
Nils Jesper Alexander Salén (Lidingö, Suecia; 5 de diciembre de 1978) es un exactor sueco. Desde 2008, Salén estudia para convertirse en médico.

## Filmografía escogida
- 1993 - Kådisbellan
- 1995 - Pensionat Oskar
- 1996 - Skuggornas hus (TV)
- 1997 - Skilda världar (TV)
- 1997 - Pappas flicka (TV)
- 1998 - Skärgårdsdoktorn (TV)
- 1999 - En liten julsaga
- 1999 - Vita lögner (TV)
- 2001 - Festival
- 2003 - Ondskan
- 2004 - Strandvaskaren
- 2004 - Om Stig Petrés hemlighet (TV)